# Chise Nakamura
Chise Nakamura (中村 知世 Nakamura Chise?) (născută 11 septembrie 1986) este o actriță japoneză și un gravure idol din Fukuoka, Fukuoka.

## Filmografie

### Filme
- Emiko Okamura (Alto Saxophone) în Swing Girls (2004)
- OneChanbara (film) (2008)

### Seriale TV
- Natsuki Mamiya (BoukenYellow) în GoGo Sentai Boukenger (2006).
- Matsushiro Hikaru în Mei-chan no Shitsuji (2009).

### Anime-uri
- Dragonaut -The Resonance- (2007)
- Penguin Musume Heart (2008)
- Shikabane Hime (2008)

## Legături externe
- NakamuraChise.com Arhivat în 20 ianuarie 2008, la Wayback Machine., her official website

1. ↑  „Chise Nakamura”, Freebase Data Dumps[*] Verificați valoarea |titlelink= (ajutor)